# James M. Buchanan
James M. Buchanan Jr. (n. 3 octombrie 1919, Murfreesboro⁠(d), Tennessee, SUA – d. 9 ianuarie 2013, Blacksburg⁠(d), Virginia, SUA) a fost un economist american, laureat al premiului Nobel pentru economie în 1986 pentru contribuțiile sale la dezvoltarea teoriei contractuale și constituționale fondate pe studiul procesului de pregătire și luare a deciziilor politice și economice. Prin metode specifice economiei, Buchanan, a analizat comportamentul alegerilor publice ale votanților, ale liderilor de partid, ale funcționarilor.
Pe parcursul vieții sale academice este distins cu diferite titluri onorifice printre care și doctor honoris causa în anul 1994 acordate de Universitatea București și Academia de Studii Economice din România.
Buchanan este considerat fondatorul școlii alegerilor publice. Importantă atât pentru științele economice cât și pentru cele politice această școală a deschis noi perspective în analiza instituțională.
În România este cunoscut mai ales prin intermediul celor două cărți traduse și în limba română:
1. The Limits of Liberty: Between Anarchy and Leviathan (Limitele libertății. Între anarhie și Leviathan).
2. The Calculus of Consent - coautor Gordon Tullock (Calculul consensului).

## Publicații
O parte din lucrările lui James M. Buchanan reunite sub titlul The Collected Works of James M. Buchanan sunt disponibile online pe site-ul Library of Economics and Liberty: